# Kasteel van Passy-les-Tours
Het Kasteel van Passy-les-Tours (Frans: Château de Passy-les-Tours) is een kasteel in de Franse gemeente Varennes-lès-Narcy. Het kasteel is een beschermd historisch monument sinds 1927.